# بلسدورف
بلسدورف (به آلمانی: Belsdorf) یک منطقهٔ مسکونی در آلمان است که در Flechtingen واقع شده‌است. بلسدورف ۱۹۶ نفر جمعیت دارد.